# 日本の囲碁棋士一覧
本項では日本を活動拠点とする囲碁棋士の一覧について記載する。
明治維新以降、囲碁界は方円社と本因坊家とが併存する時代が続いていたが1924年に日本棋院および棋正社（1941年消滅）、1950年に関西棋院が創立された。日本棋院は東京本院・中部総本部（1955年に東海本部から発足）・関西総本部（1950年発足）の3本部を有し、棋士は3本部および関西棋院の4組織のいずれかに所属し活動する。

## 棋士の一覧

### 日本棋院および関西棋院公式サイトに記載のある棋士
| - 「国籍」は空欄の場合は日本国籍。 - 「所属」は日本棋院東京本院は「東京」、中部総本部は「中部」、関西総本部は「日関」、関西棋院は「関西」、関西棋院中部総本部は「関西（中部）」で表記。 - 「タイトル歴」は、七大タイトルを獲得したことがある棋士は「○」、七大タイトルの名誉称号および同資格を持つ棋士は「◎」、女流タイトルを獲得した事がある棋士は「◇」、 女流棋戦の名誉称号および同資格を持つ棋士は「◆」で表記。（2025年7月現在） |